# بيثان رايت
بيثان رايت (بالإنجليزية: Bethan Wright)‏ هي ممثلة بريطانية، ولدت في 1996 في نورثامبتون في المملكة المتحدة.

## وصلات خارجية
- بيثان رايت على موقع IMDb (الإنجليزية)
- بيثان رايت على موقع روتن توميتوز (الإنجليزية)
- بيثان رايت على موقع قاعدة بيانات الفيلم (الإنجليزية)